# Rechberg (Pass)
Der Rechberg (auch Rechberghöhe) ist ein 929 m ü. A. hoher Pass im Grazer Bergland in der Steiermark.

## Geografie
Der Rechberg liegt im Gebiet der Gemeinde Semriach etwa 20 km nördlich von Graz. Er verbindet das Tal der Mur und den Talort Frohnleiten mit dem Passailer Becken und dem Talort Tulwitz bzw. Passail.
Der Rechberg ist von mehreren Bergen mit mehr als 1000 Meter Höhe umgeben:
| Harterberg (1036 m)                       | Gschieskogel (1142 m) Sulberg (1094 m)      |  |
|                                           | Kompassrose, die auf Nachbargemeinden zeigt |  |
| Hochtrötsch (1239 m) Fragnerberg (1109 m) | Rechbergkogel                               |  |

## Verkehr
Über den Rechberg führt die nach ihm benannte Rechberg Straße (B 64), eine (ehemalige) Bundesstraße. Sie verbindet Frohnleiten und die im Murtal verlaufende Brucker Schnellstraße (S 35) mit der Bezirkshauptstadt Weiz und der dort verlaufenden Weizer Straße (B 72) von Graz über Weiz nach Krieglach.

Im Jahr 1983 ereignete sich im damaligen Gemeindegebiet von Schrems bei Frohnleiten ein schweres Busunglück mit 15 Toten und über 30 Verletzen.

## Geschichte
Nach dem Bau des Gleinalmtunnels im Verlauf der Pyhrn Autobahn (A9) hat die Bedeutung des Rechbergs als Übergang im Grazer Bergland nachgelassen.

## Motorsport
Jährlich wird am Rechberg der "HILL GRAND PRIX OF AUSTRIA", das Rechbergrennen ausgetragen.